# Quatre pièces espagnoles
 
Les Quatre pièces espagnoles est un cycle pour piano de Manuel de Falla. Composées en 1907 et 1908 et dédiées à Albéniz, elles sont créées en novembre 1928 par Ricardo Viñes à la Société nationale de musique à Paris.

## Structure
1. Aragonesa
2. Cubana
3. Montañesa
4. Andaluza[2]

## Source
- François-René Tranchefort, Guide de la musique de piano et clavecin, éd.Fayard 1990 p.352.